# Denílson (football, 1976)
Pour les articles homonymes, voir Denilson et Nascimento.
Denilson Martins Nascimento est un footballeur brésilien né le 4 septembre 1976 à Salvador (Bahia). Il évolue au poste d'attaquant.

## Palmarès
- Pohang Steelers
  - Vainqueur de la Ligue des champions de l'AFC 2009
  - Troisième de la Coupe du monde des clubs de la FIFA 2009
  - Meilleur buteur de la Coupe du monde des clubs 2009 avec 4 buts